# Emmanuel Burriss
Emmanuel Allen Burriss (né le 17 janvier 1985 à Washington, DC, États-Unis) est un ancien joueur de deuxième but au baseball.
Il évolue de 2008 à 2012 avec les Giants de San Francisco de la Ligue majeure de baseball et fait partie des équipes championnes des Séries mondiales de 2010 et 2012.

## Carrière

### Giants de San Francisco
Emmanuel Burriss est un choix de première ronde des Giants de San Francisco en 2006.
Il fait ses débuts dans les majeures le 20 avril 2008. Il obtient son premier coup sûr le 22 avril face aux Diamondbacks de l'Arizona et frappe son premier coup de circuit le 31 août aux dépens de Bronson Arroyo des Reds de Cincinnati. Burriss frappe dans une moyenne au bâton de,283 avec 68 coups sûrs, un circuit et 18 points produits en 95 parties à sa première saison à San Francisco.
Ce frappeur ambidextre est surtout utilisé comme joueur de deuxième but mais aussi parfois à l'arrêt-court. Il joue 61 matchs durant la saison 2009, frappant dans une moyenne de ,238 avec 48 coups sûrs et 13 points produits.
Burriss, un réserviste, est laissé de côté lors des séries éliminatoires de 2010 et 2012 qui se terminent chaque fois sur une victoire des Giants en Série mondiale.

### Reds de Cincinnati
Burriss rejoint les Reds de Cincinnati pour la saison 2013 mais passe toute l'année en ligues mineures chez les Bats de Louisville.

### Nationals de Washington
Il est mis sous contrat par les Nationals de Washington le 19 décembre 2013. Après avoir passé toute l'année 2014 dans les ligues mineures avec les Chiefs de Syracuse, Burriss s'aligne en 2015 avec ce même club mais a l'occasion de disputer 5 matchs des Nationals.

### Phillies de Philadelphie
Il est mis sous contrat par les Phillies de Philadelphie le 18 novembre 2015.

## Statistiques
| Saison | Équipe        | G   | AB  | R  | H   | 2B | 3B | HR | RBI | SB | BA    |
| ------ | ------------- | --- | --- | -- | --- | -- | -- | -- | --- | -- | ----- |
| 2008   | San Francisco | 95  | 240 | 37 | 68  | 6  | 1  | 1  | 18  | 13 | 0,283 |
| 2009   | San Francisco | 61  | 202 | 18 | 48  | 6  | 0  | 0  | 13  | 11 | 0,238 |
| 2010   | San Francisco | 7   | 5   | 3  | 2   | 0  | 0  | 0  | 0   | 0  | 0,400 |
| Totaux | Totaux        | 163 | 447 | 58 | 118 | 12 | 1  | 1  | 31  | 24 | 0,264 |

Note : G = Matches joués ; AB = Passages au bâton; R = Points ; H = Coups sûrs ; 2B = Doubles ; 3B = Triples ; 
HR = Coup de circuit ; RBI = Points produits ; SB = Buts volés ; BA = Moyenne au bâton.